# Piotr Beketov
Pour les articles homonymes, voir Beketov.
Piotr Ivanovitch Beketov (en russe : Пётр Иванович Бекетов ; ISO 9 : Pëtr Ivanovič Beketov) est un explorateur russe, né vers 1600 et mort vers 1661. Ce chef cosaque de la Sibérie y fonda plusieurs villes, dont Iakoutsk, Oliokminsk, Jigansk, Tchita et Nertchinsk.

## Biographie
Piotr Beketov commença son service militaire comme garde (strelets) en 1624 et fut envoyé en Sibérie en 1627. Il fut nommé voïvode de l'Ienisseï et commença son premier voyage, en vue de recouvrer les impôts des Bouriates de Transbaïkalie. Il accomplit sa mission avec succès et fut le premier Russe à mettre le pied en Bouriatie. Il y fonda la première colonie russe, Rybinski ostrog.

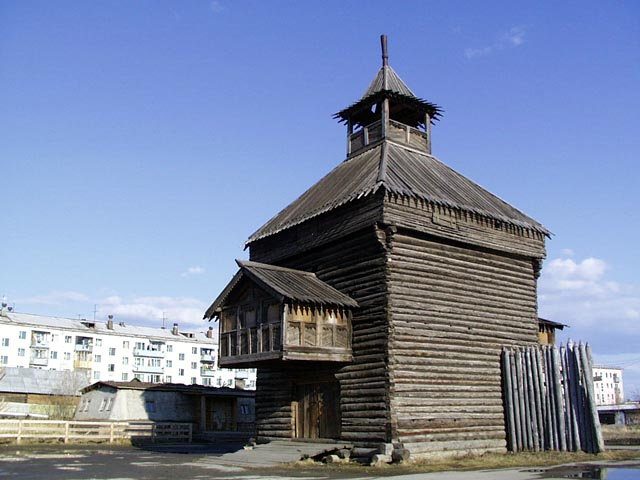
Réplique de l'ostrog d'origine de Iakoutsk.

Piotr Beketov fut envoyé vers le fleuve Léna en 1631. L'année suivante, lui et ses Cosaques fondèrent Iakoutsk, qui devint le point de départ pour d'autres expéditions vers l'est. Il envoya ses cosaques explorer la rivière Aldan et le fleuve Kolyma, fonder de nouvelles forteresses et collecter les impôts de la population locale. En 1640, il rapporta les impôts qu'il avait collectés à Moscou, où il fut nommé commandant des strelets et Cosaques. En 1641, Beketov retourna à l'ostrog de Ienisseï et prit le commandement de la forteresse.
En 1652, il entreprit son deuxième voyage de collecte de l'impôt en Bouriatie. En 1653, les Cosaques de Beketov fondèrent une forteresse, Irguenski ostrog, et un camp d'hiver sur la rive de la rivière Ingoda, aujourd'hui Tchita. L'année suivante, les Cosaques de Beketov fondèrent la future localité de Nertchinsk. En 1655, ils furent assiégés dans Chilkinski ostrog par des Bouriates rebelles. Après avoir pacifié la population locale, ils eurent la chance de quitter la forteresse pour le fleuve Amour. Beketov retourna à Tobolsk en 1661, où il rencontra le protopope Avvakoum. Il trouva probablement la mort la même année.